# 1,99 - Um Supermercado Que Vende Palavras
1,99 - Um Supermercado que Vende Palavras é um filme de drama e ficção científica brasileiro de 2003 dirigido e escrito por Marcelo Masagão. O filme apresenta uma discussão sobre o consumismo na sociedade através de um supermercado que ao invés de vender produtos, vende caixas com mensagens que vão definir os desejos das pessoas.

## Sinopse
O filme se passa em um supermercado fictício, completamente branco, que vende caixas vazias com slogans e frases impressas. Os consumidores compram os produtos compulsivamente, atraídos pelas frases impressas. É uma crítica à sociedade de consumo, em que a motivação para a compra é a simples posse do produto.

## Elenco
O elenco do filme é composto por um grande número de figurantes e diversos atores, como: Márcio Camargo, Sergio Capezzuto, Giseli Duarte, Patrícia Gordo e Chico Neto.

## Produção
O filme é dirigido por Marcelo Masagão, que havia ganhado destaque em 1999 pelo filme Nós Que Aqui Estamos Por Vós Esperamos, e teve sua trilha sonora composta por Wim Mertens e organizada por André Abujamra. A música possui um papel muito importante na trama pois ela conduz a emoção da narrativa boa parte do tempo, visto que o filme não é constituído por diálogos entre os personagens. Os personagens são apresentados através das caixas com palavras que eles compram.
Marcelo Masagão conta que o filme foi imaginado após ele ler o livro Sem Logo, de Naomi Klein, o qual aborda uma discussão sobre marcas que sentem cada vez mais a necessidade de fetichizar as imagens dos produtos, fazendo com que o slogan e a propaganda sejam mais importantes que o próprio conteúdo do produto.
A narrativa do filme é dividida em dois ambientes: o primeiro é o interior do supermercado, com uma estética clara, roupas brancas e limpo, com pessoas caminhando em harmonia; o segundo é o exterior do mercado, um ambiente escuro, caótico e com pessoas caminhando em círculos tal qual zumbis desejando entrar no supermercado. Isso representa uma crítica à sociedade consumista. No filme, é possível perceber que todos os personagens de foram do supermercado tentam reproduzir os mesmos costumes e atos dos que estão no interior.

## Recepção

### Repercussão
1,99 - Um Supermercado que Vende Palavras teve uma relevante repercussão entre grupos de estudiosos, sobretudo da sociologia, pela discussão sobre a sociedade apresentada no filme. O filme foi objeto de estudo para alguns artigos. Nereide Cerqueira publicou em 2008 na revista ComCiência o artigo "Consumismo Apático", onde discute os hábitos consumistas e as necessidades das grandes marcas em criar imagens de produtos que procuram cada vez mais atrair clientes. Ela conclui seu texto escrevendo: "Masagão, também diretor dos documentários Nós que aqui estamos por vós esperamos, Nem gravata nem honra e Um pouco mais, um pouco menos, consegue trazer a discussão acerca do consumismo, assunto que não é novidade, à categoria de cinema-arte. Não se trata, porém, de entretenimento fácil, mas sim de um filme para ser visto com espírito crítico e que leva à reflexão."

### Resposta dos críticos
Leonardo Campos, escrevendo para o website Plano Crítico, disse 1,99 - Um Supermercado que Vende Palavras é "um filme com amplas possibilidades interpretativas, pecaminoso por não ser um pouco mais próximo do comercial, algo que lhe permitiria ir além e ganhar maiores dimensões. Mas, como tenho dito, temos que julgar uma obra pelo que ela é, não pelo que poderia ser. Louvável abordagem de um tema polêmico e muito atual, em minha experiência, mesmo como um amante do cinema que filosofa demais, acredito que faltou mais ritmo para fisgar."
Rosângela Dantas, do portal Carta Maior, escreveu: "Toda complexidade da existência humana vai sendo minada pela superficialidade das idéias que as palavras carregam para vender. Um mozaico dos valores decadentes empilhados nas prateleiras até que o ser humano se torne uma embalagem apenas. E assim caminha a humanidade..."

### Prêmios e indicações
No Grande Prêmio do Cinema Brasileiro de 2005, o filme recebeu uma indicação para o Grande Otelo de Melhor Som para André Abujamra.